# Домбровский, Георгий Арсеньевич
Георгий Арсеньевич Домбровский (01.03.1920 года, Знаменка, Дмитровская волость, Александрийский уезд, Херсонская губерния — 21.08.1996 года, Харьков) — советский учёный в области механики и педагог высшей школы.

## Биография
В 1937 году поступил в Московский государственный университет имени М. В. Ломоносова, на механико-математический факультет.
С началом Великой Отечественной войны, вместе с другими студентами, был мобилизован на строительство оборонительных укреплений под Москвой. В конце августа 1941 года Домбровского отозвали со строительства, он ускоренной сдал экзамены за полный курс университета и был направлен для продолжения учёбы в Военно-воздушную академию имени Н. Е. Жуковского. Весной и летом 1944 года — в действующей армии, техник звена, а затем — старший техник эскадрильи штурмового авиационного полка. В апреле 1945 года окончил инженерный факультет Академии, два с половиной года отслужил в составе Советских войск на территории Германии и Польши.
В октябре 1947 года поступил в адъюнктуру Военно-воздушной инженерной академии им. Н. Е. Жуковского, в январе 1951 года защитил кандидатскую диссертацию «Исследование движения газа с дозвуковыми скоростями».
Весной 1951 года переехал в Харьков, начал преподавать в Харьковском высшем военном командном училище им. Маршала Советского Союза Крылова Н. И.
В 1956 году окончил докторантуру Математического института им. В. А. Стеклова АН СССР, а через два года защитил в учёном совете этого института докторскую диссертацию. Материалы диссертации в 1964 году были изданы отдельной книгой «Метод аппроксимаций адиабаты в теории плоских течений газа».
В 1977 году вышел в запас. Перешёл на преподавательскую работу на кафедру теоретической механики Харьковского государственного университета.
Член Национального комитета СССР по теоретической и прикладной механике (1965).
В 1985 году награждён орденом Отечественной войны 2 степени
Скончался от ишемической болезни сердца. Урна с прахом захоронена на 2-м кладбище Харькова.

## Научные интересы
Разработал метод Домбровского.